# Euroligue féminine de basket-ball 2021-2022
Navigation
Saison précédente Saison suivante
L’Euroligue féminine est une compétition de basket-ball féminin rassemblant les meilleurs clubs d’Europe. La saison 2021-2022 met aux prises 16 équipes.

## Équipes participantes
| Saison régulière          | Saison régulière                    |
| ------------------------- | ----------------------------------- |
| ZVVZ USK Prague (1er)     | UMMC IekaterinbourgT (1er)          |
| Basket Landes (1er)       | Dynamo Koursk (2e)                  |
| Lattes-Montpellier (2nd)  | MBA Moscou (3e)                     |
| Sopron Basket (1er)       | CB Avenida Salamanque (1er)         |
| Reyer Venise-Mestre (1er) | Uni Gérone CB (3e)                  |
| TTT Riga (1er)            | Fenerbahçe İstanbul (1er)           |
| Arka Gdynia (1er)         | Galatasaray İstanbul (2e)           |
| Tour de qualification     |                                     |
| Tango Bourges Basket (3e) | ACS Sepsi SIC Sfântu Gheorghe (1er) |
| KSC Szekszárd (2e)        | Valence BasketEC (2e)               |
| Famila Schio (2e)         | Kayseri Basketbol (10e)             |

Est indiquée entre parenthèses le classement de l’équipe dans son championnat national lors de la saison précédente. T indique le tenant du titre.

## Tour de qualification
- Le premier de chaque groupe est qualifié pour le premier tour.
- Les équipes classées 2e et 3e sont éliminées et reversées pour la phase de poule de l’Eurocoupe.

### Conférence 1
| Rang | Équipe                 | Pts | J | G | P | Pp  | Pc  | Diff |  | Résultats (dom.\ext.)  | SZE   | S.GH    | KAY   |
| ---- | ---------------------- | --- | - | - | - | --- | --- | ---- |  | ---------------------- | ----- | ------- | ----- |
| 1    | KSC Szekszárd          | 4   | 2 | 2 | 0 | 143 | 126 | 17   |  | KSC Szekszárd          |       | 63-56ap |       |
| 2    | ACS Sepsi S. GheorgheH | 3   | 2 | 1 | 1 | 135 | 141 | -6   |  | ACS Sepsi S. GheorgheH |       |         | 79-78 |
| 3    | Kayseri Basketbol      | 2   | 2 | 0 | 2 | 148 | 159 | -11  |  | Kayseri Basketbol      | 70-80 |         |       |

### Conférence 2
| Rang | Équipe               | Pts | J | G | P | Pp  | Pc  | Diff |  | Résultats (dom.\ext.) | SCH   | BOU   | VAL     |
| ---- | -------------------- | --- | - | - | - | --- | --- | ---- |  | --------------------- | ----- | ----- | ------- |
| 1    | Famila SchioH        | 4   | 2 | 2 | 0 | 125 | 105 | 20   |  | Famila SchioH         |       | 69-57 |         |
| 2    | Tango Bourges Basket | 3   | 2 | 1 | 1 | 132 | 141 | -9   |  | Tango Bourges Basket  |       |       | 75-72ap |
| 3    | Valence Basket       | 2   | 2 | 0 | 2 | 120 | 131 | -11  |  | Valence Basket        | 48-56 |       |         |

## Premier tour
- Les quatre premières équipes de chaque groupe sont qualifiées pour les huitièmes de finale.
- Les équipes classées 5e et 6e de chaque groupe sont reversées en quarts de finale de l’Eurocoupe.
- Les équipes russes sont exclues de la compétition en guise de sanction de la FIBA à l’invasion de l'Ukraine par la Russie en 2022[1].
- Les équipes classées 7e et 8e de chaque groupe sont éliminées.
- Q : Équipes issues du tour de qualification.

### Groupe A
| Rang | Équipe                   | Pts | J  | G  | P  | Pp   | Pc   | Diff |  | Résultats (dom.\ext.)    | IEK   | SAL     | PRA    | LAT    | RIG   | VEN    | MOS    | SZE   |
| ---- | ------------------------ | --- | -- | -- | -- | ---- | ---- | ---- |  | ------------------------ | ----- | ------- | ------ | ------ | ----- | ------ | ------ | ----- |
| 1    | UMMC Iekaterinbourg      | 28  | 14 | 14 | 0  | 1222 | 944  | 278  |  | UMMC Iekaterinbourg      |       | 110-102 | 75-73  | 108-53 | 75-60 | 75-69  | 104-65 | 89-52 |
| 2    | CB Avenida Salamanque    | 25  | 14 | 11 | 3  | 1130 | 978  | 152  |  | CB Avenida Salamanque    | 67-93 |         | 85-75  | 88-67  | 72-41 | 110-69 | 70-64  | 96-54 |
| 3    | ZVVZ USK Prague          | 24  | 14 | 10 | 4  | 1170 | 900  | 270  |  | ZVVZ USK Prague          | 77-90 | 80-55   |        | 89-54  | 84-64 | 88-53  | 92-61  | 83-56 |
| 4    | Lattes-Montpellier (2–0) | 20  | 14 | 6  | 8  | 959  | 1078 | -119 |  | Lattes-Montpellier (2–0) | 73-92 | 65-78   | 75-74  |        | 63-54 | 52-74  | 86-77  | 82-57 |
| 5    | TTT Riga (0–2)           | 20  | 14 | 6  | 8  | 825  | 983  | -158 |  | TTT Riga (0–2)           | 56-71 | 51-71   | 52-103 | 45-80  |       | 71-57  | 64-59  | 69-68 |
| 6    | Reyer Venise-Mestre      | 19  | 14 | 5  | 9  | 934  | 990  | -56  |  | Reyer Venise-Mestre      | 67-74 | 56-71   | 75-84  | 79-59  | 54-62 |        | 61-62  | 80-59 |
| 7    | MBA Moscou               | 18  | 14 | 4  | 10 | 943  | 1064 | -121 |  | MBA Moscou               | 63-84 | 69-77   | 54-79  | 98-78  | 61-68 | 72-75  |        | 65-62 |
| 8    | KSC SzekszárdQ           | 14  | 14 | 0  | 14 | 855  | 1101 | -246 |  | KSC SzekszárdQ           | 67-82 | 84-88   | 51-89  | 65-72  | 65-68 | 51-65  | 64-73  |       |

### Groupe B
| Rang | Équipe               | Pts | J  | G  | P  | Pp   | Pc   | Diff |  | Résultats (dom.\ext.) | FEN   | SOP   | SCH   | KOU   | GÉR   | LAN   | GAL    | GDY   |
| ---- | -------------------- | --- | -- | -- | -- | ---- | ---- | ---- |  | --------------------- | ----- | ----- | ----- | ----- | ----- | ----- | ------ | ----- |
| 1    | Fenerbahçe İstanbul  | 25  | 14 | 11 | 3  | 1108 | 892  | 216  |  | Fenerbahçe İstanbul   |       | 73-47 | 82-65 | 83-58 | 78-57 | 65-70 | 107-62 | 87-67 |
| 2    | Sopron Basket (+19)  | 22  | 14 | 8  | 6  | 935  | 897  | 38   |  | Sopron Basket (+19)   | 59-82 |       | 67-58 | 79-72 | 53-68 | 76-54 | 73-44  | 67-40 |
| 3    | Famila SchioQ (–5)   | 22  | 14 | 8  | 6  | 1011 | 966  | 45   |  | Famila SchioQ (–5)    | 64-60 | 71-70 |       | 64-80 | 68-76 | 96-56 | 76-73  | 75-61 |
| 4    | Dynamo Koursk (–14)  | 22  | 14 | 8  | 6  | 1038 | 1021 | 17   |  | Dynamo Koursk (–14)   | 57-63 | 73-77 | 74-93 |       | 92-75 | 75-57 | 78-76  | 86-76 |
| 5    | Uni Gérone CB (+1)   | 21  | 14 | 7  | 7  | 972  | 977  | -5   |  | Uni Gérone CB (+1)    | 71-59 | 63-68 | 65-55 | 66-71 |       | 70-78 | 55-69  | 80-70 |
| 6    | Basket Landes (–1)   | 21  | 14 | 7  | 7  | 966  | 1050 | -84  |  | Basket Landes (–1)    | 76-93 | 61-52 | 64-79 | 78-75 | 71-80 |       | 71-62  | 79-70 |
| 7    | Galatasaray İstanbul | 19  | 14 | 5  | 9  | 968  | 1038 | -70  |  | Galatasaray İstanbul  | 69-89 | 67-61 | 67-80 | 70-80 | 80-68 | 83-64 |        | 71-60 |
| 8    | Arka Gdynia          | 16  | 14 | 2  | 12 | 935  | 1092 | -157 |  | Arka Gdynia           | 70-87 | 71-86 | 71-67 | 64-67 | 65-78 | 74-87 | 76-75  |       |

## Play-offs
En quart de finale, l’équipe la mieux classée reçoit lors du premier match et de l’éventuelle belle.
Alors que l’UMMC Iekaterinbourg, classé premier du groupe A, devait affronter le Dynamo Koursk, classé quatrième du groupe B, les équipes russes sont exclues de la compétition en guise de sanction de la FIBA à l’invasion de l'Ukraine par la Russie en 2022, ce qui modifie les oppositions des quarts de finale : ainsi, Gérone et Riga, qui, en tant que cinquièmes de leur groupe respectif, devaient être reversées en quarts de finale de l’Eurocoupe, sont repêchées et remplacent Iekaterinbourg et Koursk.
L'organisation du final four est octroyée à Istanbul et aura lieu dans la salle du Fenerbahçe.
|  | Quarts de finale | Quarts de finale      | Quarts de finale    | Quarts de finale | Quarts de finale    |    |                        | Demi-finales           | Demi-finales           | Demi-finales           |                        |    | Finale | Finale                | Finale |
|  |                  |                       |                     |                  |                     |    |                        |                        |                        |                        |                        |    |        |                       |        |
|  | A2               | CB Avenida Salamanque | 77                  | 79ap             | 74                  |    |                        |                        |                        |                        |                        |    |        |                       |        |
|  | B5               | Uni Gérone CB         | 63                  | 81               | 65                  |    |                        |                        |                        |                        |                        |    |        |                       |        |
|  | B5               | Uni Gérone CB         | 63                  | 81               | 65                  |    | A2                     | CB Avenida Salamanque  | 69                     |                        |                        |    |        |                       |        |
|  |                  |                       |                     |                  |                     |    | A2                     | CB Avenida Salamanque  | 69                     |                        |                        |    |        |                       |        |
|  |                  | B2                    | Sopron Basket       | 74               |                     |    |                        |                        |                        |                        |                        |    |        |                       |        |
|  | B2               | B2                    | Sopron Basket       | 74               | Sopron Basket       | 60 | 72                     | -                      |                        |                        |                        |    |        |                       |        |
|  | B2               |                       |                     |                  | Sopron Basket       | 60 | 72                     | -                      |                        |                        |                        |    |        |                       |        |
|  | A4               | Lattes-Montpellier    | 42                  | 65               | -                   |    |                        |                        |                        |                        |                        |    |        |                       |        |
|  |                  |                       |                     |                  |                     |    |                        |                        |                        |                        |                        |    | B2     | Sopron Basket         | 60     |
|  |                  | B1                    | Fenerbahçe İstanbul | 55               |                     |    |                        |                        |                        |                        |                        |    |        |                       |        |
|  | A3               | ZVVZ USK Prague       | 72                  | 56               | 90                  |    |                        |                        |                        |                        |                        |    |        |                       |        |
|  | B3               | Famila SchioQ         | 70                  | 69               | 77                  |    |                        |                        |                        |                        |                        |    |        |                       |        |
|  | B3               | Famila SchioQ         | 70                  | 69               | 77                  |    | A3                     | ZVVZ USK Prague        | 74                     |                        |                        |    |        |                       |        |
|  |                  |                       |                     |                  |                     |    | A3                     | ZVVZ USK Prague        | 74                     |                        |                        |    |        |                       |        |
|  |                  | B1                    | Fenerbahçe İstanbul | 83               |                     |    | Match pour la 3e place | Match pour la 3e place | Match pour la 3e place | Match pour la 3e place | Match pour la 3e place |    |        |                       |        |
|  | B1               | B1                    | Fenerbahçe İstanbul | 83               | Fenerbahçe İstanbul | 77 | Match pour la 3e place | Match pour la 3e place | Match pour la 3e place | Match pour la 3e place | Match pour la 3e place | 88 | -      |                       |        |
|  | B1               |                       |                     |                  | Fenerbahçe İstanbul | 77 |                        |                        |                        |                        |                        | 88 | -      |                       |        |
|  | A5               | TTT Riga              | 56                  | 65               | -                   |    |                        |                        |                        |                        |                        |    | A2     | CB Avenida Salamanque | 71     |
|  |                  |                       |                     |                  |                     |    |                        |                        |                        |                        |                        |    | A3     | ZVVZ USK Prague       | 59     |

### Demi-finales
| 8 avril 2022 17 h (UTC+3) | Rapport | CB Avenida Salamanque                                         | 69-74                               | Sopron Basket                               |  | Ülker Spor ve Etkinlik Salonu Istanbul Arbitres : Jelena Tomić Beniamino Manuel Attard Mihkel Männiste |
| 8 avril 2022 17 h (UTC+3) | Rapport | Score par quart-temps : 13–22, 18–25, 21–17, 17–10            |                                     |                                             |  | Ülker Spor ve Etkinlik Salonu Istanbul Arbitres : Jelena Tomić Beniamino Manuel Attard Mihkel Männiste |
| 8 avril 2022 17 h (UTC+3) | Rapport | Score par mi-temps : 31–47, 38–27                             |                                     |                                             |  | Ülker Spor ve Etkinlik Salonu Istanbul Arbitres : Jelena Tomić Beniamino Manuel Attard Mihkel Männiste |
| 8 avril 2022 17 h (UTC+3) | Rapport | Copper, 23 Copper, Alarie, 6 Rodríguez, Cazorla, 3 Copper, 15 | Points Rebonds Passes d. Évaluation | Brooks, 27 Határ, 10 Williams, 6 Brooks, 26 |  | Ülker Spor ve Etkinlik Salonu Istanbul Arbitres : Jelena Tomić Beniamino Manuel Attard Mihkel Männiste |

| 8 avril 2022 20 h (UTC+3) | Rapport | ZVVZ USK Prague                                    | 74-83                               | Fenerbahçe İstanbul                                   |  | Ülker Spor ve Etkinlik Salonu Istanbul Arbitres : Paulo Marques Amel Dahra Gatis Saliņš |
| 8 avril 2022 20 h (UTC+3) | Rapport | Score par quart-temps : 23–28, 22–10, 18–21, 11–24 |                                     |                                                       |  | Ülker Spor ve Etkinlik Salonu Istanbul Arbitres : Paulo Marques Amel Dahra Gatis Saliņš |
| 8 avril 2022 20 h (UTC+3) | Rapport | Score par mi-temps : 45–38, 29–45                  |                                     |                                                       |  | Ülker Spor ve Etkinlik Salonu Istanbul Arbitres : Paulo Marques Amel Dahra Gatis Saliņš |
| 8 avril 2022 20 h (UTC+3) | Rapport | Oblak, 22 Thomas, 14 Thomas, 8 Oblak, 24           | Points Rebonds Passes d. Évaluation | Iahoupova, 24 Williams, 11 Iahoupova, 7 Iahoupova, 27 |  | Ülker Spor ve Etkinlik Salonu Istanbul Arbitres : Paulo Marques Amel Dahra Gatis Saliņš |

### Match pour la3eplace
| 10 avril 2022 14 h (UTC+3) | Rapport | CB Avenida Salamanque                                              | 71-59                               | ZVVZ USK Prague                                    |  | Ülker Spor ve Etkinlik Salonu Istanbul Arbitres : Özlem Yalman Jelena Tomić Viola Györgyi |
| 10 avril 2022 14 h (UTC+3) | Rapport | Score par quart-temps : 12–19, 20–18, 22–9, 17–13                  |                                     |                                                    |  | Ülker Spor ve Etkinlik Salonu Istanbul Arbitres : Özlem Yalman Jelena Tomić Viola Györgyi |
| 10 avril 2022 14 h (UTC+3) | Rapport | Score par mi-temps : 32–37, 39–22                                  |                                     |                                                    |  | Ülker Spor ve Etkinlik Salonu Istanbul Arbitres : Özlem Yalman Jelena Tomić Viola Györgyi |
| 10 avril 2022 14 h (UTC+3) | Rapport | Kat. Samuelson, 25 Copper, 8 Copper, Cazorla, 5 Kat. Samuelson, 28 | Points Rebonds Passes d. Évaluation | Jones, 26 Jones, 11 Thomas, 7 Jones, Voráčková, 23 |  | Ülker Spor ve Etkinlik Salonu Istanbul Arbitres : Özlem Yalman Jelena Tomić Viola Györgyi |

### Finale
| 10 avril 2022 17 h (UTC+3) | Rapport | Sopron Basket                                                          | 60-55                               | Fenerbahçe İstanbul                                 |  | Ülker Spor ve Etkinlik Salonu Istanbul Arbitres : Paulo Marques Beniamino Manuel Attard Gatis Saliņš |
| 10 avril 2022 17 h (UTC+3) | Rapport | Score par quart-temps : 16–6, 13–13, 16–19, 15–17                      |                                     |                                                     |  | Ülker Spor ve Etkinlik Salonu Istanbul Arbitres : Paulo Marques Beniamino Manuel Attard Gatis Saliņš |
| 10 avril 2022 17 h (UTC+3) | Rapport | Score par mi-temps : 29–19, 31–36                                      |                                     |                                                     |  | Ülker Spor ve Etkinlik Salonu Istanbul Arbitres : Paulo Marques Beniamino Manuel Attard Gatis Saliņš |
| 10 avril 2022 17 h (UTC+3) | Rapport | G. Williams, 16 Brooks, 11 G. Williams, Fegyverneky, 3 G. Williams, 17 | Points Rebonds Passes d. Évaluation | Iahoupova, 13 E. Williams, 8 Iahoupova, 5 Çakır, 12 |  | Ülker Spor ve Etkinlik Salonu Istanbul Arbitres : Paulo Marques Beniamino Manuel Attard Gatis Saliņš |
| 10 avril 2022 17 h (UTC+3) | Rapport | Sopron Basket vainqueur de l’édition 2022 de l’Euroligue.              |                                     |                                                     |  | Ülker Spor ve Etkinlik Salonu Istanbul Arbitres : Paulo Marques Beniamino Manuel Attard Gatis Saliņš |

### Vainqueur
| Vainqueur de l’édition 2022 de l’Euroligue Sopron Basket 1re victoire |

## Récompenses

### Trophées de la saison
| Récompenses de la saison    | Récompenses de la saison | Récompenses de la saison |
| Récompense                  | Joueuse                  | Équipe                   |
| --------------------------- | ------------------------ | ------------------------ |
| Meilleure joueuse           | Kahleah Copper           | CB Avenida Salamanque    |
| Meilleure défenseuse        | Elizabeth Williams       | Fenerbahçe İstanbul      |
| Meilleure espoir            | Marine Fauthoux          | Basket Landes            |
| Meilleur entraîneur         | Roberto Íñiguez          | CB Avenida Salamanque    |
| Meilleur cinq majeur        | Alina Iahoupova          | Fenerbahçe İstanbul      |
| Meilleur cinq majeur        | María Conde              | ZVVZ USK Prague          |
| Meilleur cinq majeur        | Kahleah Copper           | CB Avenida Salamanque    |
| Meilleur cinq majeur        | Satou Sabally            | Fenerbahçe İstanbul      |
| Meilleur cinq majeur        | Alyssa Thomas            | ZVVZ USK Prague          |
| Second cinq majeur          | Kayla McBride            | Fenerbahçe İstanbul      |
| Second cinq majeur          | Gabby Williams           | Sopron Basket            |
| Second cinq majeur          | Elizabeth Williams       | Fenerbahçe İstanbul      |
| Second cinq majeur          | Sandrine Gruda           | Famila Schio             |
| Second cinq majeur          | Brionna Jones            | ZVVZ USK Prague          |
| Récompense de la Finale à 4 |                          |                          |
| Meilleure joueuse           | Gabby Williams           | Sopron Basket            |

### Trophées mensuels
| Mois     | Joueur               | Équipe                |
| -------- | -------------------- | --------------------- |
| Octobre  | Eva Lisec (1/1)      | Dynamo Koursk (1/2)   |
| Novembre | Sandrine Gruda (1/1) | Famila Schio (1/1)    |
| Décembre | Brionna Jones (1/1)  | ZVVZ USK Prague (1/2) |
| Janvier  | Natasha Howard (1/1) | Dynamo Koursk (2/2)   |
| Février  | Alyssa Thomas (1/1)  | ZVVZ USK Prague (2/2) |

### Meilleure équipe par journée du championnat
| Semaine | PG                                                    | SG                                               | SF                                              | PF                                                   | C                                                    |
| ------- | ----------------------------------------------------- | ------------------------------------------------ | ----------------------------------------------- | ---------------------------------------------------- | ---------------------------------------------------- |
| 1       | Olivia Époupa (1/1) Lattes-Montpellier (1/3)          | Alina Iahoupova (1/4) Fenerbahçe İstanbul (1/18) | Eva Lisec (1/1) Dynamo Koursk (1/7)             | Natasha Howard (1/5) Dynamo Koursk (2/7)             | Elizabeth Williams (1/6) Fenerbahçe İstanbul (2/18)  |
| 2       | Pelin Bilgiç (1/2) Galatasaray İstanbul (1/7)         | Alice Kunek (1/1) Arka Gdynia (1/3)              | Maria Vadeïeva (1/2) UMMC Iekaterinbourg (1/10) | Tina Krajišnik (1/2) Galatasaray İstanbul (2/7)      | Bernadett Határ (1/3) Sopron Basket (1/6)            |
| 3       | Alex Bentley (1/1) UMMC Iekaterinbourg (2/10)         | Kennedy Burke (1/2) Uni Gérone CB (1/3)          | Bernadett Határ (2/3) Sopron Basket (2/6)       | Elizabeth Williams (2/6) Fenerbahçe İstanbul (3/18)  | Megan Gustafson (1/2) Arka Gdynia (2/3)              |
| 4       | Kayla McBride (1/4) Fenerbahçe İstanbul (4/18)        | Kennedy Burke (2/2) Uni Gérone CB (2/3)          | Daugilė Šarauskaitė (1/2) TTT Riga (1/2)        | Anete Šteinberga (1/2) Galatasaray İstanbul (3/7)    | Natasha Howard (2/5) Dynamo Koursk (3/7)             |
| 5       | Sophie Cunningham (1/1) Basket Landes (1/4)           | Kayla McBride (2/4) Fenerbahçe İstanbul (5/18)   | Jonquel Jones (1/4) UMMC Iekaterinbourg (3/10)  | Nikolina Milić (1/1) KSC Szekszárd (1/1)             | Sandrine Gruda (1/5) Famila Schio (1/5)              |
| 6       | Alina Iahoupova (2/4) Fenerbahçe İstanbul (6/18)      | Yvonne Anderson (1/3) Reyer Venise Mestre (1/3)  | Sandrine Gruda (2/5) Famila Schio (2/5)         | Anete Šteinberga (2/2) Galatasaray İstanbul (4/7)    | Bernadett Határ (3/3) Sopron Basket (3/6)            |
| 7       | Kahleah Copper (1/3) CB Avenida Salamanque (1/4)      | Kaela Davis (1/1) Galatasaray İstanbul (5/7)     | Jonquel Jones (2/4) UMMC Iekaterinbourg (4/10)  | Maria Vadeïeva (2/2) UMMC Iekaterinbourg (5/10)      | Daugilė Šarauskaitė (2/2) TTT Riga (2/2)             |
| 8       | Kahleah Copper (2/3) CB Avenida Salamanque (2/4)      | Satou Sabally (1/2) Fenerbahçe İstanbul (7/18)   | Alyssa Thomas (1/4) ZVVZ USK Prague (1/13)      | Dragana Stanković (1/1) ZVVZ USK Prague (2/13)       | Megan Gustafson (2/2) Arka Gdynia (3/3)              |
| 9       | Marine Fauthoux (1/2) Basket Landes (2/4)             | Arike Ogunbowale (1/1) Dynamo Koursk (4/7)       | Brionna Jones (1/4) ZVVZ USK Prague (3/13)      | Elizabeth Williams (3/6) Fenerbahçe İstanbul (8/18)  | Sandrine Gruda (3/5) Famila Schio (3/5)              |
| 10      | María Conde (1/1) ZVVZ USK Prague (4/13)              | Kayla McBride (3/4) Fenerbahçe İstanbul (9/18)   | Tina Krajišnik (2/2) Galatasaray İstanbul (6/7) | Natasha Howard (3/5) Dynamo Koursk (5/7)             | Elizabeth Williams (4/6) Fenerbahçe İstanbul (10/18) |
| 11      | Récompense non décernée                               | Récompense non décernée                          | Récompense non décernée                         | Récompense non décernée                              | Récompense non décernée                              |
| 12      | Pelin Bilgiç (2/2) Galatasaray İstanbul (7/7)         | Marine Fauthoux (2/2) Basket Landes (3/4)        | Haley Peters (1/1) Lattes-Montpellier (2/3)     | Natasha Howard (4/5) Dynamo Koursk (6/7)             | Brionna Jones (2/4) ZVVZ USK Prague (5/13)           |
| 13      | Katie Lou Samuelson (1/1) CB Avenida Salamanque (3/4) | Kayla McBride (4/4) Fenerbahçe İstanbul (11/18)  | Satou Sabally (2/2) Fenerbahçe İstanbul (12/18) | Emma Meesseman (1/2) UMMC Iekaterinbourg (6/10)      | Natasha Howard (5/5) Dynamo Koursk (7/7)             |
| 14      | Allie Quigley (1/1) UMMC Iekaterinbourg (7/10)        | Teja Oblak (1/3) ZVVZ USK Prague (6/13)          | Alyssa Thomas (2/4) ZVVZ USK Prague (7/13)      | Elizabeth Williams (5/6) Fenerbahçe İstanbul (13/18) | Jonquel Jones (3/4) UMMC Iekaterinbourg (8/10)       |
| 15      | Yvonne Anderson (2/3) Reyer Venise Mestre (2/3)       | Mariia Krymova (1/1) MBA Moscou (1/1)            | Alyssa Thomas (3/4) ZVVZ USK Prague (8/13)      | Sydney Wallace (1/1) Lattes-Montpellier (3/3)        | Brionna Jones (3/4) ZVVZ USK Prague (9/13)           |
| 16      | Kahleah Copper (3/3) CB Avenida Salamanque (4/4)      | Yvonne Anderson (3/3) Reyer Venise Mestre (3/3)  | Emma Meesseman (2/2) UMMC Iekaterinbourg (9/10) | Jonquel Jones (4/4) UMMC Iekaterinbourg (10/10)      | Regan Magarity (1/1) Basket Landes (4/4)             |

| Semaine                  | PG                                                | SG                                                | SF                                                   | PF                                                      | C                                                       |
| ------------------------ | ------------------------------------------------- | ------------------------------------------------- | ---------------------------------------------------- | ------------------------------------------------------- | ------------------------------------------------------- |
| ¼ de finale Match aller  | Teja Oblak (2/3) ZVVZ USK Prague (10/13)          | Alina Iahoupova (3/4) Fenerbahçe İstanbul (14/18) | Elizabeth Williams (6/6) Fenerbahçe İstanbul (15/18) | Jelena Brooks (1/2) Sopron Basket (4/6)                 | Sandrine Gruda (4/5) Famila Schio (4/5)                 |
| ¼ de finale Match retour | Rebekah Gardner (1/1) Uni Gérone CB (3/3)         | Gabby Williams (1/1) Sopron Basket (5/6)          | Sandrine Gruda (5/5) Famila Schio (5/5)              | Amanda Zahui Bazoukou (1/2) Fenerbahçe İstanbul (16/18) | Brionna Jones (4/4) ZVVZ USK Prague (11/13)             |
| ½ finale                 | Alina Iahoupova (4/4) Fenerbahçe İstanbul (17/18) | Teja Oblak (3/3) ZVVZ USK Prague (12/13)          | Alyssa Thomas (4/4) ZVVZ USK Prague (13/13)          | Jelena Brooks (2/2) Sopron Basket (6/6)                 | Amanda Zahui Bazoukou (2/2) Fenerbahçe İstanbul (18/18) |